# Bergkreuzkapelle
Die Bergkreuzkapelle ist eine der hl. Anna geweihte Kapelle im Walchental in der Katastralgemeinde Sonnberg bei Öblarn in der Steiermark in 1350 Metern Seehöhe.
In der Nähe, nämlich im Talgrund auf ca. 1000 m Seehöhe, liegt die Holzkapelle in der Walchen. Sie enthält ein überlebensgroßes geschnitztes Kruzifix aus dem 3. Viertel des 17. Jahrhunderts.

## Zugang
Die Einlagezahl 275 der Katastralgemeinde 67212 Sonnberg enthält unter anderen auch das Grundstück 1155, das aus den Teilflächen Alpen, Wald und Straßen besteht. Die Kapelle besteht auf diesem Waldstück seit Jahrhunderten und ist im Besitz der Allgemeinheit (ausserbücherliches Servitut).
Der Zugang zur Kapelle ist ganz allgemein im Forstgesetz geregelt und für jedermann zu jeder Zeit des Tages und des Jahres möglich.

## Geschichte
Ursprünglich wurde die Kapelle Anfang des 18. Jahrhunderts als Teil der Anlagen des Stampferschen Bergbaus (Kupfer- und Silberproduktion) erbaut (laut Dendrochronologie des Dachstuhles im Jahre 1716).
Eventuell besteht der Kultort schon länger, wofür zwei Umstände sprechen:
- Die Kapelle ist der hl. Anna geweiht. In der Barockzeit, der Hochblüte des Bergwerkes von Johann Adam Stampfer, wäre eine Bergwerkskapelle der hl. Barbara geweiht worden. Anna war eher im Mittelalter die bevorzugte Bergbauheilige.
- Die Kapelle war nicht in den katholischen Inventarlisten eingetragen. Daraus kann man ableiten, dass das Bauwerk nach der Reformation als ausserkatholische Kapelle betrieben worden ist. Die Bergknappen in der Region waren tendenziell lutherisch gesinnt und somit außerhalb der katholischen Amtskirche. In allernächster Umgebung befindet sich weiters eine überlebensgroße Christusfigur „Walchenherrgott“, die mit 1644 datiert ist und sich ebenfalls nicht im katholischen Kircheninventar findet. Zu jener Zeit in den 1600er-Jahren gab es in Öblarn eine lutherische Theologieschule. Ein Vorläuferbau der Bergkreuzkapelle würde zu diesem religionsgeschichtlichen Umfeld passen. Im Jahr 1824 war die Kapelle eindeutig in nichtkirchlichem Eigentum, so wie seither auch.

Schriftliche Zeugnisse der Nutzung als katholische Kapelle existieren seit 1874. In diesem Jahr wurde ein Votivbild gestiftet, das den Dank über unfallfreie Waldarbeit zum Ausdruck bringt.
Bei einem Festakt am 27. September 1912 ist der hölzerne Anbau als Ersatz für eine Vorgängerkonstruktion eröffnet worden. Seit diesem Tag liegt ein Besucherbuch auf, das den Pilgern und Wanderern Gelegenheit bietet, sich einzutragen. Die existierenden Bücher dokumentieren lückenlos ein Jahrhundert Volksfrömmigkeit und Tourismus.
Das Bergwerk in der Walchen wird zumindest seit dem Mittelalter betrieben, wobei zuerst die höheren Regionen abgebaut worden sind und die unteren Ebenen des aufwendigen Grubengebäudes erst in der frühen Neuzeit und dann in der Barockzeit entstanden sind. Die im Gelände erkennbaren Altwege lassen erkennen, dass von den hochgelegenen Bergwerken die Wegverbindungen zu jenem siedlungsgeografischen Knotenpunkt führen, wo heute nur mehr die Bergkreuzkapelle steht. Der Grund hierfür dürfte sein, dass an diesem Hang Quellen entspringen und im Vergleich zu den oberen Bergwerken hier eine leicht passierbare Neigung besteht. Zudem führt von diesem Knotenpunkt an der Quelle (180 m von der Kapelle entfernt) ein ganz stark ins Gelände geschnittener, waagrecht verlaufender Altweg in Richtung Ennstal. Es dürfte dies der Karawanenweg (= Saumpfad, Samersteig) sein, der das Bergwerk in Höhe der Bergschultern erschlossen hat. Der heutige Weg in der Walchenschlucht war nicht gangbar. Der Hang rund um die Kapelle könnte somit der Rüstplatz für Karawanen (= Samer-Passen) gewesen sein. Wie Georgius Agricola abbildet, waren Esel, Maultiere und Hunde als Saumtier üblich. Quellen waren zum Karawanenrüsten sicher wichtig.

## Heilwasser
Seit Jahrhunderten werden die Wasserquellen dieses Berggebietes für Heilzwecke besucht.
Besondere Wirksamkeit wird dem Wasser bei der Bergkreuzkapelle zugeschrieben. Aus dem Kult um dieses Heilwasser ist die Kapelle entstanden: Früheste erhaltene Textstelle dazu ist das Hausbüchl der Stampferin, worin sie schreibt: „Anno 1690, den 1. Juni, bin ich in die Walchen ins Bad gereist, …“
Heute wird ähnliches Heilwasser aus dem nur 200 m entfernt gelegenen Thaddäusstollen gewonnen und unter dem Marktnamen AquaMedica vertrieben. zudem entspringt dem gleichen Bergstock auch das Heiligenbründl bei Altirdning, dem besondere Augenheilwirkung zugeschrieben wird.

## Legende
Der Legende nach wurde sie als Votivwidmung eines aus Bergnot geretteten Bergknappen gestiftet.
Für eine in der Legende bewahrte Umwidmung spricht ein Baudetail: in der steinernen Außenmauer sind zwei Öffnungen, die weder für ein Wohnbauwerk noch für eine Kapelle üblich waren. Mit großer Wahrscheinlichkeit dienten die beiden Öffnungen dem Wasserabfluss, denn der Hang ist voller Quellen. Die Umnutzung könnte sich darauf beziehen, dass ein Brunnenhaus in eine Kapelle umgewidmet worden ist.

## Nutzung
Auch nach Ende der Bergbautätigkeit wurde sie als Annakapelle fest in den volksreligiösen Jahreskreis integriert. Jährlich findet eine Wallfahrt am Annatag, dem 26. Juli, mit Bergmesse statt. Üblicherweise kommen etwa 200 Wallfahrer aus Öblarn, Niederöblarn, aber auch über die Berge aus Irdning, Donnersbach und Donnersbachwald und auch aus den Sölkgemeinden. Die Kapelle ist ganzjährig ein beliebtes Ziel für erholungsuchende Wanderer und Pilger.